# Vivek Agrawal
Vivek Agrawal est un producteur, scénariste et réalisateur indien.

## Filmographie partielle
- 2001 : Moksha: Salvation (producteur)
- 2006 : I See You (réalisateur, scénariste)
- 2009 : Land Gold Women (producteur)